# Uncitermes
Uncitermes (лат.) — род термитов из подсемейства Syntermitinae.

## Распространение
Неотропика: Бразилия, Гайана, Французская Гвиана, Эквадор, Боливия, Перу.

## Описание
Мелкие термиты, длина солдат менее 1 см. Отличаются крючковидными мандибулами и зубчиками на боковых краях пронотума, мезонотума и метанотума гладкие. Головная капсула гладкая, без пунктур или выступов.
Голова мономорфных солдат отличается длинным носом-трубочкой (фонтанеллой), который служит для распыления химического веществ, отпугивающих врагов (муравьи и другие хищники). Передние тазики без выступов-зубцов (у сходного рода Rhynchotermes они с разнообразными выступами). Жвалы солдат развиты, функционирующие, симметричные (у сходного рода Silvestritermes жвалы слегка асимметричные). Лабрум шире своей длины. Формула шпор голеней рабочих и солдат: 2-2-2. Усики рабочих и солдат — 15-члениковые. Биология малоизучена, обнаружены в гнилой древесине, почве, подстилочном слое тропических лесов.
В 2013 году из термитов Uncitermes teevani был выделен новый род и вид микроспоридий Multilamina teevani (Microsporidia). Заражённые патогенным микроорганизмом солдаты и рабочие приобретали молочно-белый цвет брюшка (в норме они буровато-чёрные).

## Систематика
Род был впервые образован в 2012 году на основании выделения ранее описанного вида Armitermes teevani Emerson, 1925 из рода Armitermes. Близок к родам Rhynchotermes Holmgren, 1912, Armitermes sensu stricto, Embiratermes (Silvestri, 1901) и Macuxitermes Cancello & Bandeira, 1992.
1. Uncitermes teevani (Emerson, 1925) (Боливия, Бразилия, Гайана, Эквадор), = Armitermes teevani Emerson, 1925[6]typus
2. Uncitermes almeriae Carrijo et al., 2016 (Перу, Эквадор)[5]